# Abioza
Abioza – całkowite zatrzymanie wszelkich procesów życiowych.
Wiąże się to także z całkowitą inaktywacją enzymów oraz zlikwidowaniem (zabiciem lub usunięciem) wszelkich mikroorganizmów.
Proces ten jest wykorzystywany w zapewnianiu bezpieczeństwa zdrowotnego żywności. Prowadzi do zahamowania rozwoju mikroorganizmów w pożywieniu, a także do wydłużenia lagfazy.